# Hieracium grovesianum
Hieracium grovesianum es una especie de planta con flor del género Hieracium, de la familia Asteraceae, orden Asterales.

## Distribución
Hieracium grovesianum se distribuye por Italia y Francia.

## Taxonomía
Fue descrita científicamente por Arv.-Touv. ex Belli.
Tratamiento taxonómico
La especie aparece registrada y publicada en Mem. Reale Accad. Sci. Torino.